# 新北市立明志國民中學
新北市立明志國民中學，為一間三年制的國民中學，位於新北市三重區中正北路107號。現有職員177人及學生1293名。

## 沿革
- 1954年，成立省立台北商業職業學校三重分部。
- 1961年，改隸為台北縣立新莊中學三重分部。
- 1963年八月，改制為台北縣立明志初級中學。
- 1963年10月1日張義明為首任校長
- 1967年6月1日，為因應九年國民義務教育，改制為台北縣立明志國民中學。並由五谷王街舊址（興穀國小）遷至現址。
- 1998年8月1日成立明志國中幼稚園共六班

## 附設學校
- 新北市立明志國中附設補校
- 新北市立明志國中附設幼兒園

## 周邊交通

### 捷運站
- 捷運菜寮站

### 公車
- 明志國中站
  - 中興巴士933（三重－動物園）
  - 首都客運211（二重－捷運麟光站）※ 往二重
  - 三重客运橘25 （捷运蘆洲站 - 捷運三重國小站）※ 往芦洲
- 新北市新巴士F301(三重區公所-中山藝術公園)※ 往中山藝術公園

- 新北市新巴士F303(三重區公所-明志國中)※ 往明志國中

### 停車場
- 中山立體停車場
- 三重區公所附設停車場
- 三重商工地下停車場

## 外部連結
- 明志國中資訊網 （页面存档备份，存于）